# 揖西村
揖西村（いっさいむら）は、かつて兵庫県に存在していた村である。1951年に龍野町、神岡村、揖保村、誉田村との合併により龍野市となり消滅した。現在では、たつの市揖西町となっている。

## 沿革
- 1909年（明治42年）5月1日 布施村、平井村、桑原村の合併により揖西村が発足。
- 1951年（昭和26年）4月1日 龍野町、神岡村、揖保村、誉田村との合併により龍野市となったため消滅。

## 出身有名人
- 内海信之（泡沫・青潮） - 詩人